# Massacre de Kizil
Le massacre de Kizil a eu lieu en juin 1933, lorsque des combattants turcs ouïghours et kirghizes de la première République du Turkestan oriental ont rompu leur accord de ne pas attaquer une colonne de soldats et civils chinois Hui en retraite de Yarkand en route vers Kashgar. On estime que 800 civils chinois musulmans et chinois ont été tués par des combattants musulmans turcs.
Les Chinois Hui ont massacré plusieurs milliers de Turcs lors de la bataille de Kashgar l'année suivante pour se venger du massacre de Kizil[réf. nécessaire].